# Championnat National 2
Championnat National 2 (tit bare kaldet National 2) er den fjerdehøjeste liga i det franske fodboldsystem, og bliver kontrolleret af Frankrigs fodboldforbund. Ligaen består af 64 klubber fordelt i 4 puljer, og når sæsonen er slut bliver den bedst placerede i hver pulje rykket op i landets tredjebedste række, Championnat National. De tre dårligst placerede i hver pulje bliver degraderet til det femtebedste niveau, Championnat National 3.